# Villi Hermann
Villi Hermann (Lucerna, 8 maggio 1941) è un regista, sceneggiatore e produttore cinematografico svizzero, uno dei più conosciuti registi della Svizzera di lingua italiana.

## Biografia
Nei suoi tre lungometraggi ha diretto, tra gli altri, Omero Antonutti (Matlosa e Bankomatt), Alessandro Haber (Innocenza), Enrica Maria Modugno (Innocenza), Francesca Neri (Bankomatt) e Bruno Ganz (Bankomatt). Produttore dei suoi film, è anche attivo con la sua Imago Film di Lugano, fondata nel 1981, come produttore di cortometraggi e lungometraggi scritti e diretti da giovani autori. Vive nel Malcantone.
Nel 2011 gli è stato assegnato il Premio Cinema Ticino alla 64ª edizione del Festival di Locarno e nel 2021 le Giornate del cinema svizzero di Soletta gli hanno dedicato il programma speciale "Rencontre"  .

## Filmografia

### Regista
- Fed Up (Stufo) (1969) cortometraggio
- 10ème Essai (La decima prova) (1970) cortometraggio
- 24 su 24 - Il contrabbandiere (1972) cortometraggio
- Eine Lokalzeitung im Wandel der Zeit (1972) cortometraggio
- Processed By... (1972) cortometraggio
- Cerchiamo per subito operai, offriamo... (1974)
- San Gottardo (1977)
- Es ist kalt in Brandenburg (Hitler töten) (È inverno a Brandeburgo - Uccidere Hitler) (1980)
- Matlosa (1981)
- Innocenza  (1986)
- Bankomatt (1989)
- Siamo tutti pedoni (1990) cortometraggio
- En voyage avec Jean Mohr (In viaggio con Jean Mohr) (1992) cortometraggio
- Per un raggio di gloria (1996)
- Giovanni Orelli. Finestre aperte (1997) cortometraggio
- Tamaro - Pietre e angeli: Mario Botta Enzo Cucchi (1998)
- Luigi Einaudi. Diario dall'esilio svizzero  (2000)
- Mussolini, Churchill e cartoline (2004)
- Walker. Renzo Ferrari (2004) cortometraggio
- Sam Gabai. Presenze (2005) cortometraggio
- Greina (2006) cortometraggio
- Pédra. A Reporter Without Borders (Pédra. Un reporter senza frontiere) (2006)
- From Somewhere to Nowhere  (2009) documentario
- Gotthard Schuh. Una visione sensuale del mondo (2011) documentario
- CHoisir à vingt ans (2017) documentario
- Ultima sfornata (2020) documentario
- Ultima mazza (2021) documentario
- Ultime luci rosse (2021) documentario
- Flavio Paolucci. Da Guelmim a Biasca (2024) documentario

### Produttore
- Ombre, regia di Alberto Meroni (2008) cortometraggio
- Sinestesia, regia di Erik Bernasconi (2010)
- L'artigiano glaciale, regia di Alberto Meroni (2010) mediometraggio documentario
- Tapperman, regia di Alberto Meroni (2012) cortometraggio
- Tutti Giù, regia di Niccolò Castelli (2012)
- Oltre il confine. La storia di Ettore Castiglioni, regia di Andrea Azzetti e Federico Massa (2017)
- Cronofobia, regia di Francesco Rizzi (2018)
- La fin da la val l'è mia la fin dal mund, regia di Peter Frei (2018)
- Atlas, regia di Niccolò Castelli (2021)
- Il sergente dell'Altopiano. La storia di Mario Rigoni Stern, regia di Tommaso Brugin e Federico Massa (2022)